# Senešnice
Senešnice je vesnice v okrese Praha-západ, je součástí obce Bojanovice. Nachází se asi 4 kilometry na jihozápad od Bojanovic. Senešnice spolu s Malou Lečicí tvoří exklávu obce Bojanovice, od jejíž hlavní části ji odděluje obec Bratřínov. Vesnicí protéká Novoveský potok. Je zde evidováno 86 adres. Vesnice má 53 domů s popisnými čísly (v roce 1880 měla 34 domů, v roce 1910 40 domů) a 35 rekreačních objektů.
Evidenční část Nová Ves pod Pleší obce Nová Ves pod Pleší v areálu sanatoria pod Pleší přesahuje do katastrálního území Senešnice příslušejícího k obci Bojanovice, tj. domy s novoplešskými popisnými čísly 200 až 209 stojí na senešnických parcelách na území obce Bojanovice.
Přístupová silnice vede do vsi pouze z jihu, na sever od vsi se rozkládají rozsáhlé brdské lesy.

## Historie
Existence vsi je předpokládána asi od 11. a 12. století, ze kdy byly nalezeny stopy po těžbě zlata, písemné doklady se však nedochovaly. Písemné doklady vypovídají o zlatém dolu na vrchu Pleši, prosperujícím za vlády Karla IV. ve třetí čtvrtině 14. století.[zdroj⁠?!] První písemná zmínka pochází z roku 1603, kdy byla ves součástí dobříšského panství. Během třicetileté války Senešnici ve dnech 22. a 23. října 1639 vydrancovali a vypálili žoldnéři, rota rejtarů Banérových. Po roce 1648 byla ves obnovena. Na jaře 1713 ves postihla morová epidemie.
V obci se nachází kaplička z roku 1848, několik křížů a lípa svobody zasazená roku 1919. Od roku 1902 ve vsi působí Sbor dobrovolných hasičů. Škola zde není, od roku 1848 spadala ves pod školu v Mníšku a od roku 1882 pod školu v Nové Vsi pod Pleší.
Malá Lečice i Senešnice patří do poštovního a zdravotnického obvodu Nový Knín, policejního obvodu Mníšek pod Brdy a pod elektrorozvodnou služebnu Dobříš.